# Delphinium trifoliolatum
Delphinium trifoliolatum är en ranunkelväxtart som beskrevs av Achille Eugène Finet och Gagnep.. Delphinium trifoliolatum ingår i släktet storriddarsporrar, och familjen ranunkelväxter. Inga underarter finns listade i Catalogue of Life.